# Ферровіаріу ді Нампулу
Клубе Ферровіаріу ді Нампулу або просто Ферровіаріу ді Нампулу (порт. Clube Ferroviário de Nampula) — професіональний мозамбіцький футбольний клуб з міста Нампула.

## Історія клубу
Клуб було засновано в 1924 році в місті Нампула, він належить до числа найстаріших мозамбіцьких клубів. Команда виграла Чемпіонат Мозамбіку з футболу тільки одного разу, в 2004 році, а також одного разу стала переможцем кубку Мозамбіку. Цікаво, що колишній міністр оборони, а зараз — Президент Мозамбіку, Філіпе Нхуссі був президентом клубу з 1993 до 2002 року.
На міжнародному рівні, «Ферровіаріу ді Нампулу» брав участь в трьох континентальних турнірах, де ніколи не проходив далі попереднього раунду.

## Досягнення
- Чемпіонат Мозамбіку з футболу:
  -  Чемпіон (1): 2004
  -  Срібний призер (1): 2014
  -  Бронзовий призер (1): 2007

- Кубок Мозамбіку:
  -  Володар (1): 2003
  -  Фіналіст (1): 2007

- Суперкубок Мозамбіку:
  -  Фіналіст (3): 2004, 2005, 2008.

## Статистика виступів на континентальних турнірах
| Сезон | Турнір                 | Раунд      | Клуб                 | Вдома | На виїзді | Загальний |
| ----- | ---------------------- | ---------- | -------------------- | ----- | --------- | --------- |
| 2004  | Кубок конфедерації КАФ | Попередній | ФК «Вітс Юніверсіті» | 1-2   | 0-4       | 1-6       |
| 2005  | Ліга чемпіонів КАФ     | Попередній | СК «Сімба»           | 1-1   | 1-2       | 2-3       |
| 2008  | Кубок конфедерації КАФ | Попередній | ФК «Хайлендерс»      | 1-0   | 0-3       | 1-3       |